# Euripus crastina
Euripus crastina är en fjärilsart som beskrevs av Hans Fruhstorfer 1903. Euripus crastina ingår i släktet Euripus och familjen praktfjärilar. Inga underarter finns listade i Catalogue of Life.